# Dedo de Dios

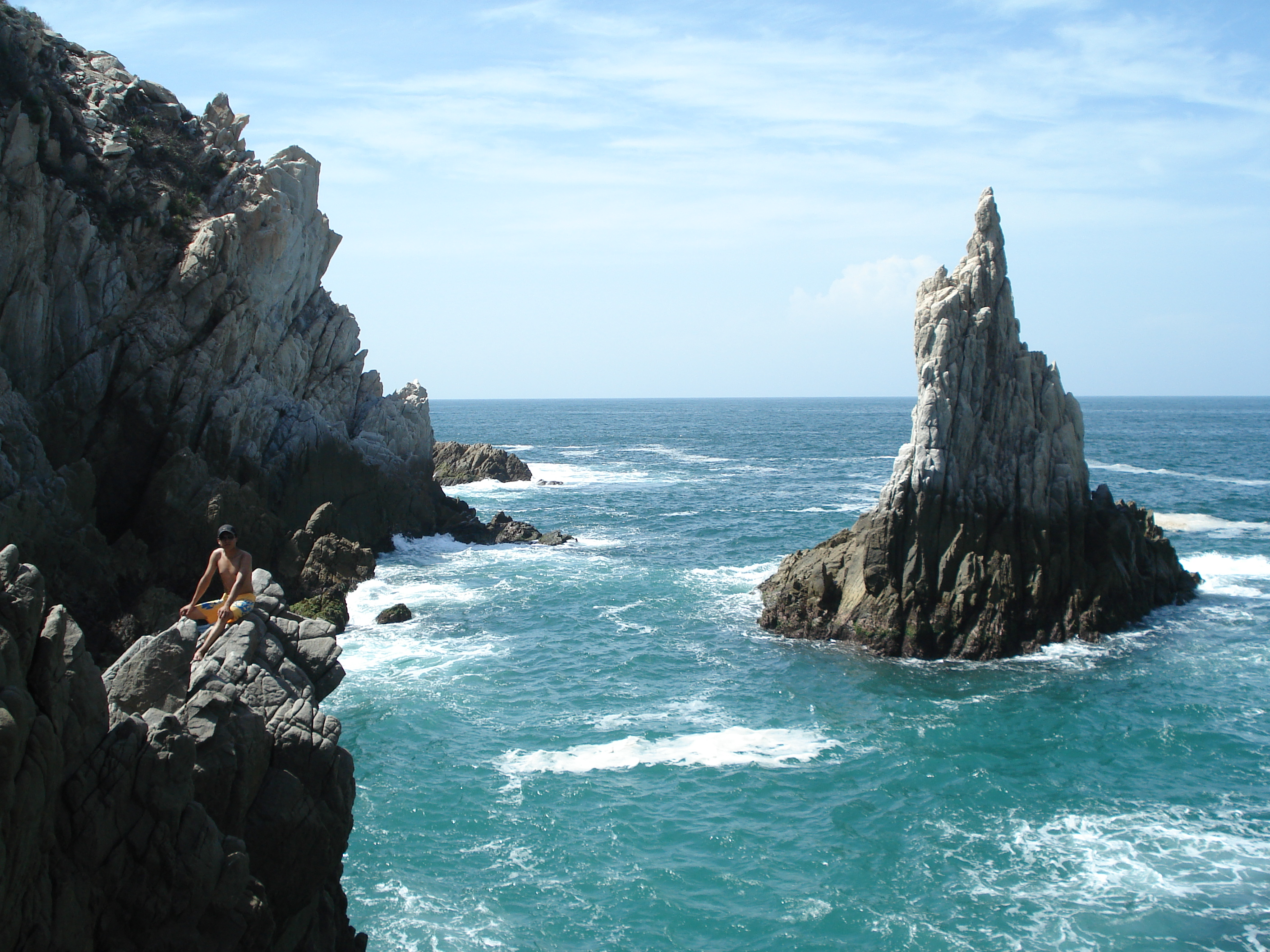
Dedo de Dios

Dedo de Dios (oorspronkelijke naam: “Roque Partido”) is een rotsformatie in het noordwesten van het Canarisch Eiland Gran Canaria, in de buurt van de haven van Agaete (Puerto de las Nieves) in de gelijknamige Spaanse gemeente. Dedo de Dios is een symbool van Gran Canaria en een van de bezienswaardigheden van het eiland.

## Kenmerken
Het betreft een rots van basalt gesteente, gelegen in het oudste geologisch gebied van Gran Canaria (naar schatting zo’n 14 miljoen jaar oud). Circa 300.000 jaar geleden ontstond Dedo de Dios door de terugtrekkende beweging van de kuststrook als gevolg van erosieve krachten. Diezelfde erosie zorgde voor de speelse vormgeving van de rots, die “Roque Partido” (afgebroken rots) werd genoemd. Schrijver Domingo Doreste 'Fray Lesco' introduceerde de bijnaam “Dedo de Dios” (vinger van God), waarna de oorspronkelijke naam langzaam in de vergetelheid raakte. Op kaarten staat de rots tegenwoordig vermeld als Dedo de Dios in plaats van de oorspronkelijke naam.

## Breuk
Eind 2005 brak het bovenste en tevens zwakste deel van de rots met een lengte van zo’n 20 meter af. Dat was het gevolg van de tropische storm Delta, die in de namiddag van 28 november verergerde. Het afgebroken en tevens karakteristieke deel symboliseerde de wijsvinger van God en was een geliefd natuurmonument onder de inwoners van Agaete en heel Gran Canaria.
Daarna ontstond het idee om de rots in ere te herstellen, maar tegenstanders beschouwden de rotsbreuk als een natuurproces. In maart 2006 raadpleegde de gemeente Agaete een commissie van experts, die herstel van het natuurmonument afraadde, wat ook voor plannen ter behoud van de overblijfselen gold.

## Cultureel complex Dedo de Dios
Cultureel complex Dedo de Dios beslaat 3.600 vierkante meter en ligt tussen het centrum en de haven van Agaete, langs de snelweg GC-2. In de omgeving van het complex staan bekende gebouwen, zoals cultureel erfgoed Casa Fuerte, die worden beschouwd als de eerste nederzettingen van de Spaanse veroveraars in Agaete.
Plaatselijk kunstenaar Pepe Dámaso gaf opdracht tot het project en ontwierp het opvallendste deel van het complex: Een kubistische weergave van Dedo de Dios. Het betreft een gebouw van 18 meter hoog, bestemd voor monumentale beeldhouwwerken. Binnen vormt het schaduwbeeld van Dedo de Dios een groot hol, dat dient als ingang en is voorzien van een gebeeldhouwde trap ten behoeve van verschillende muurschilderingen. De bakstenen constructie contrasteert met de omgeving en vormt een referentiepunt voor de haven. Het gebouw herbergt een restaurant en expositieruimte met permanente werken van Dámaso, gerelateerd aan Dedo de Dios.
Het complex bestaat verder uit een amfitheater, met op de achtergrond een beeldhouwwerk, pleinen en tuinen met verschillende soorten plaveisels, muren, hellingen, trappen en vegetatie van groot en klein formaat.
Cultureel complex Dedo de Dios maakt onderdeel uit van het zogenaamde “Plan de Calidad y Dinamización turística 2001-2006 de la Mancomunidad de Ayuntamientos del Norte de Gran Canaria” (plan inzake de kwaliteit en dynamiek van het toerisme). Asfaltbedrijf Probisa voerde de werken uit, waarmee een bedrag van € 397.541,42 gemoeid was.

## Afbeeldingen

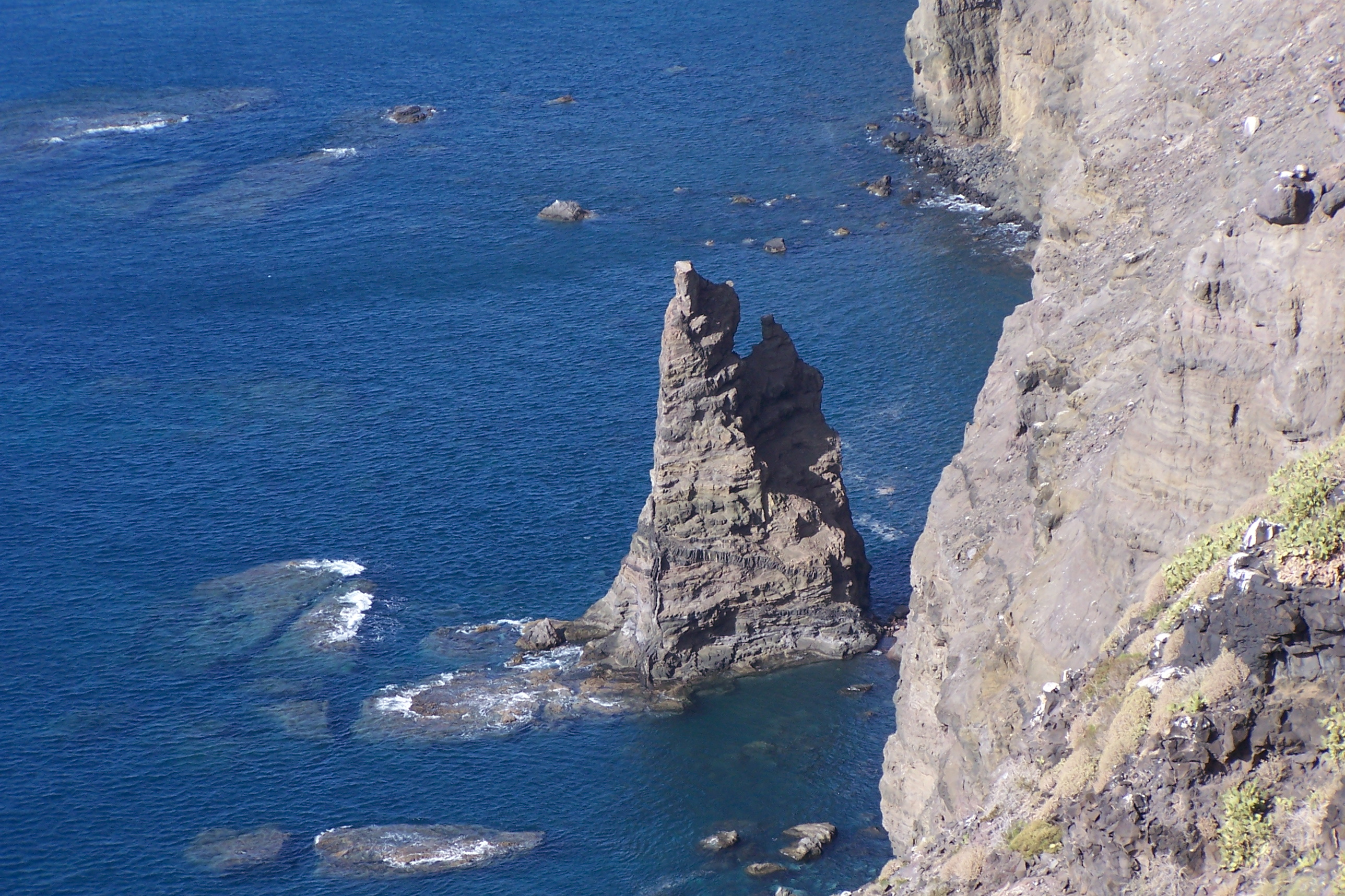
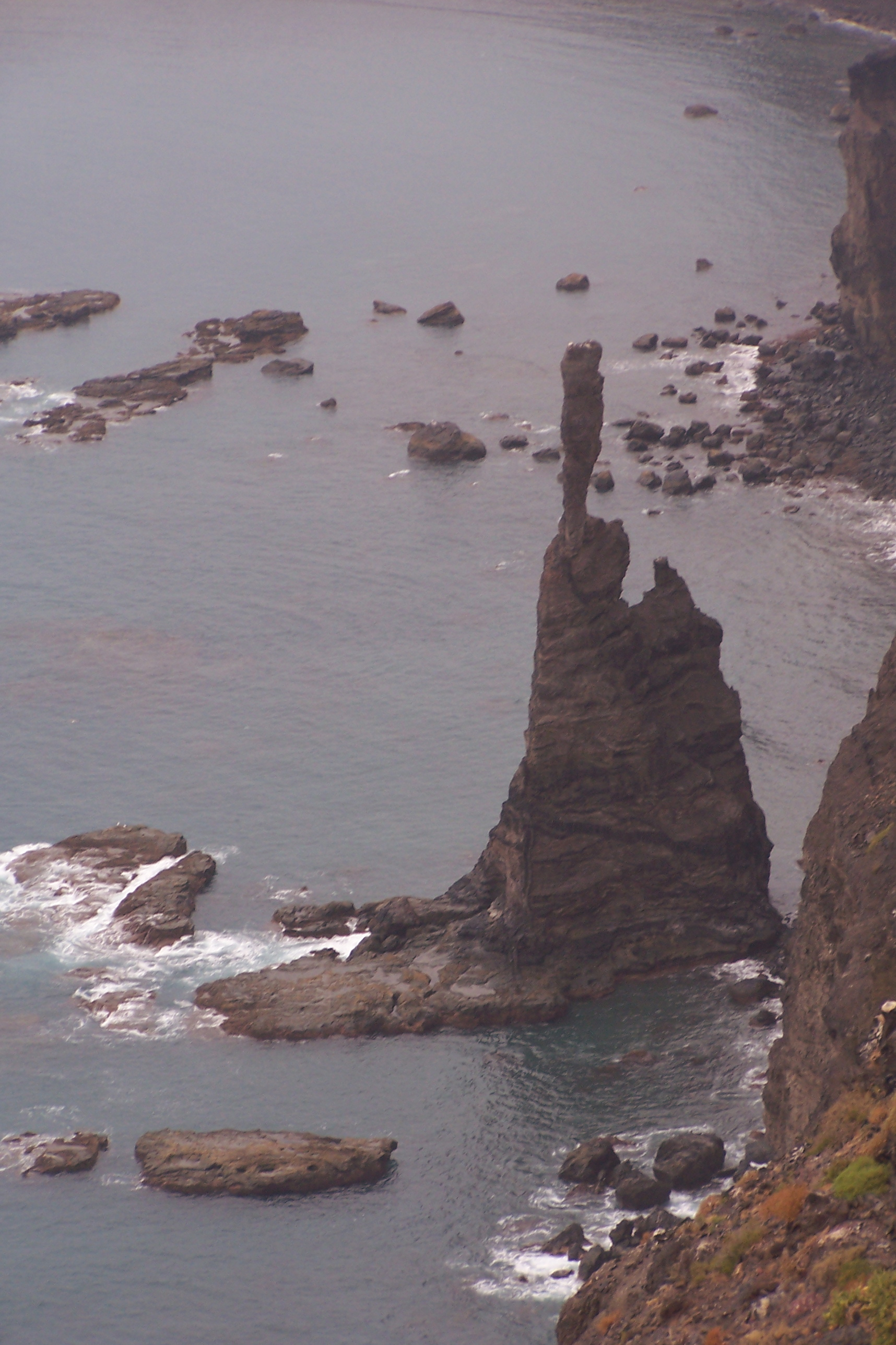
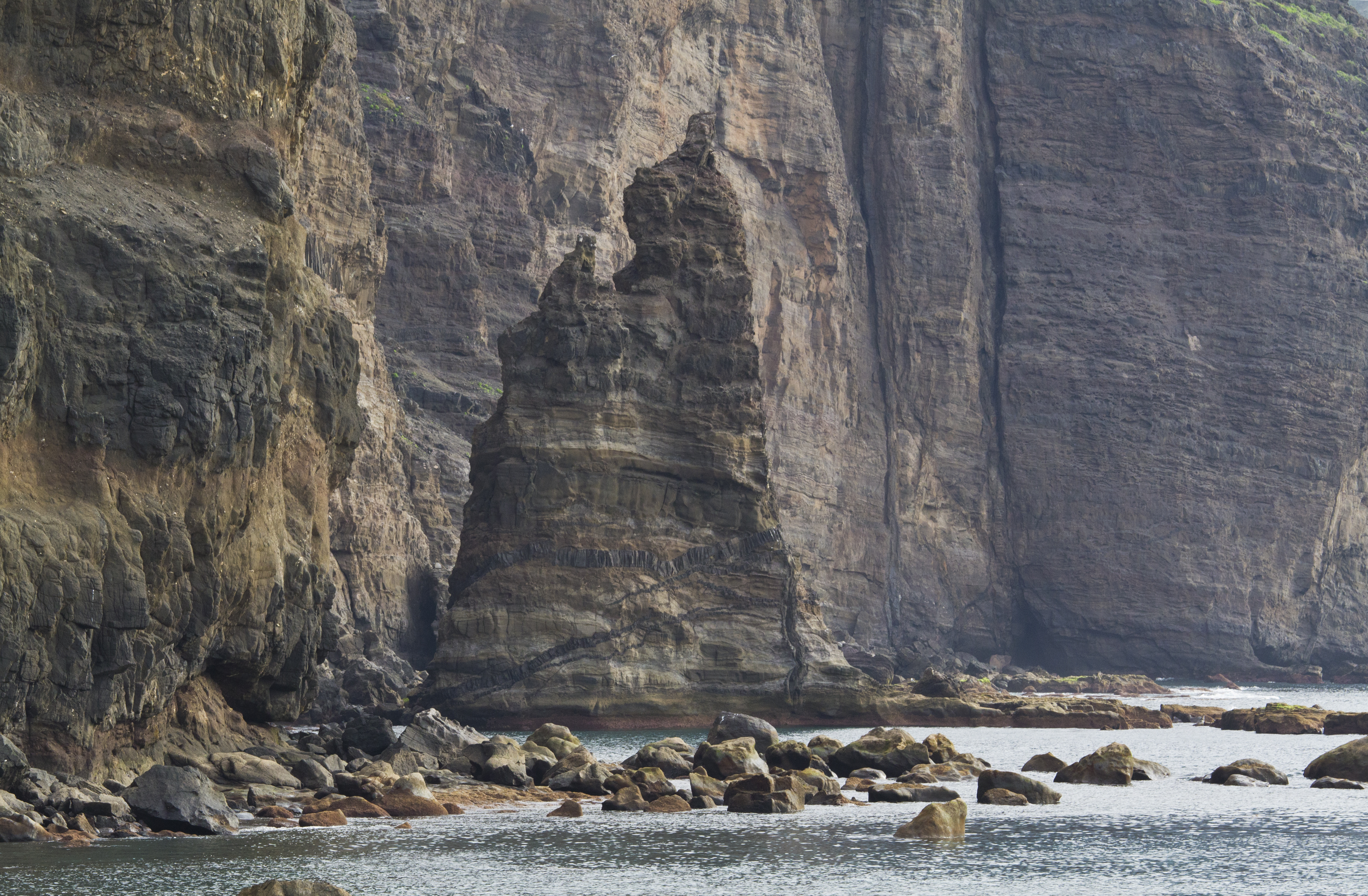
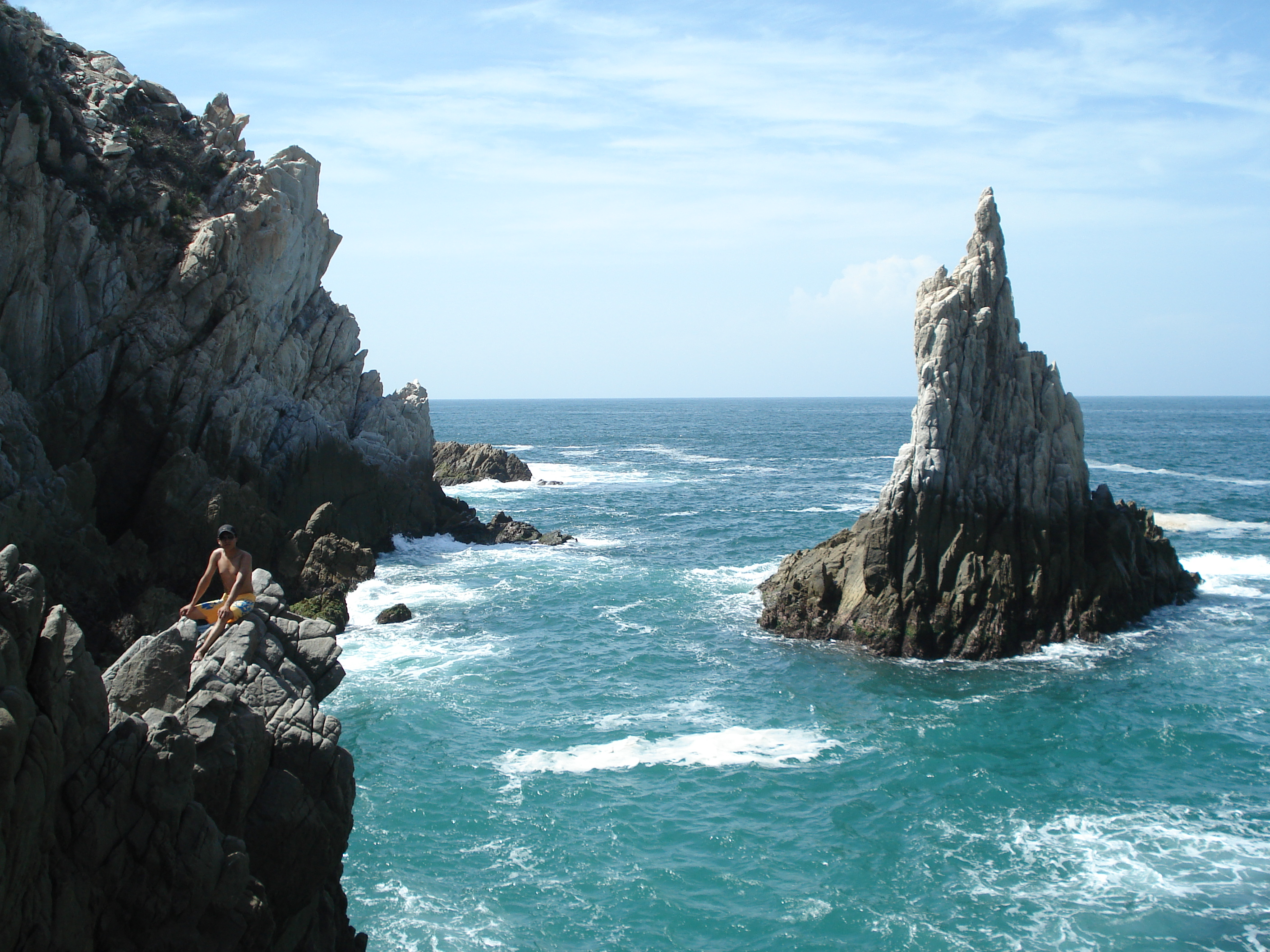
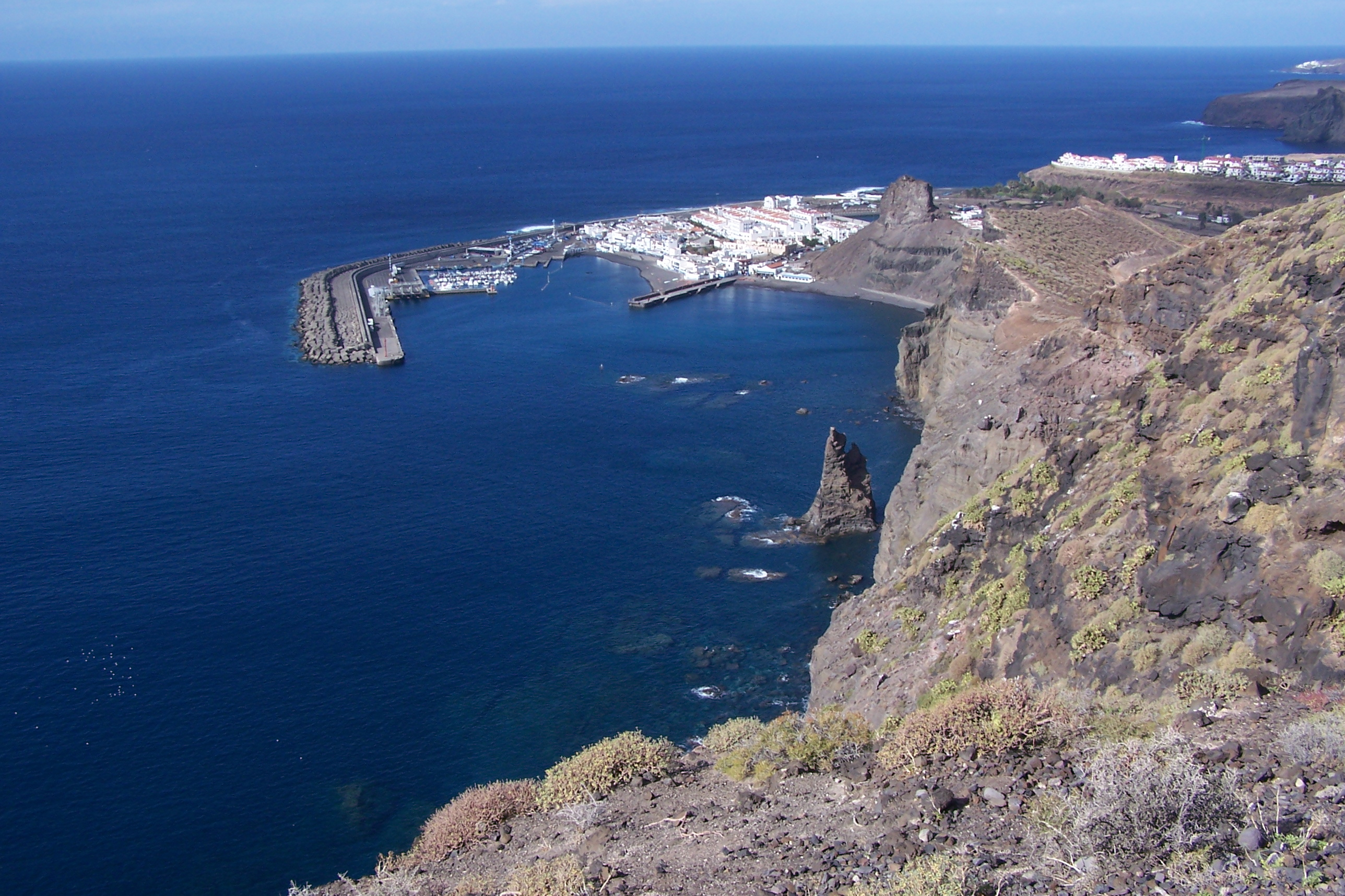